# Ligne de Firminy à Saint-Rambert-d'Albon
Établie dans les départements de la Loire et de l'Ardèche, la ligne de Firminy à Saint-Rambert-d'Albon est une ligne de chemin de fer partiellement déclassée qui unissait Firminy dans le bassin de Saint-Étienne à Saint-Rambert-d'Albon dans la vallée du Rhône.

## Histoire
Destinée à approvisionner en charbon la vallée du Rhône à partir des mines de Saint-Étienne, elle a été déclarée d'utilité publique au titre de l'intérêt général par un décret impérial le 14 juin 1861 pour la section d'Annonay à Saint-Rambert et par une loi le 31 décembre 1875 pour la section de Firminy à Annonay,, en même temps que son embranchement du Pertuiset à Saint-Just-sur-Loire.
La concession a été attribuée à la compagnie du PLM en deux étapes :
- Section d'Annonay à Saint-Rambert par une convention entre le ministre secrétaire d'État au département de l'Agriculture, du Commerce et des Travaux publics et la compagnie signée le 1er mai 1863. Cette convention a été approuvée par un décret impérial le 11 juin 1863[5].
- Section de Firminy à Annonay par une convention signée entre le ministre des Travaux publics et la compagnie le 26 mai 1883. Cette convention est approuvée par une loi le 20 novembre suivant[6].

Le 29 octobre 1869, fut ouvert le premier tronçon entre Saint-Rambert-d'Albon et Annonay, long de 19 km, par la compagnie PLM.
Peu après son ouverture, la construction d’une voie ferrée qui relierait Annonay à Firminy, via Bourg-Argental et Dunières, s'impose. Annonay, ville industrielle de papeterie, tannerie et mégisserie, était un important consommateur de houille stéphanoise. Celle-ci permettait de faire baisser le coût du charbon de près de 30 %. Le tronçon entre Firminy et Annonay fut ouvert le 1er septembre 1885.
Outre les intérêts industriels et commerciaux, cette ligne devait permettre en temps de guerre, d'acheminer rapidement dans la vallée du Rhône les armes fabriquées à Saint-Étienne.
À partir de 1902, la gare de Dunières devenait gare de correspondance avec le Réseau du Vivarais de la compagnie de chemins de fer départementaux.
Le service des voyageurs a été supprimé aux dates suivantes :
- De Dunières à Annonay le 19 février 1940.
- D'Annonay à Peyraud le 1er juin 1958.
- De Peyraud à Saint-Rambert le 6 août 1973[8].
- De Firminy à Dunières le 7 juillet 1991.

Le service des marchandises a disparu par étapes lui aussi :
- De Riotord à Bourg-Argental le 1er février 1953.
- De Dunières à Riotord le 31 mai 1959.
- De Bourg-Argental à Peyraud le 6 novembre 1987.
- De Firminy à Dunières en décembre 2003 (à titre provisoire semble-t-il).

Plusieurs arrêtés de déclassement ont mis fin, du moins partiellement, à l'existence de cette ligne :
- De Riotord à Bourg-Argental entre les PK 33,345 et 51,032 le 12 novembre 1954[9].
- De Dunières à Riotord entre les PK 28,000 et 33,345 le 13 février 1964[10].
- De Bourg-Argental à Peyraud entre les PK 51,032 et 81,000 le 31 août 1989[11].

## Caractéristiques

### Tracé

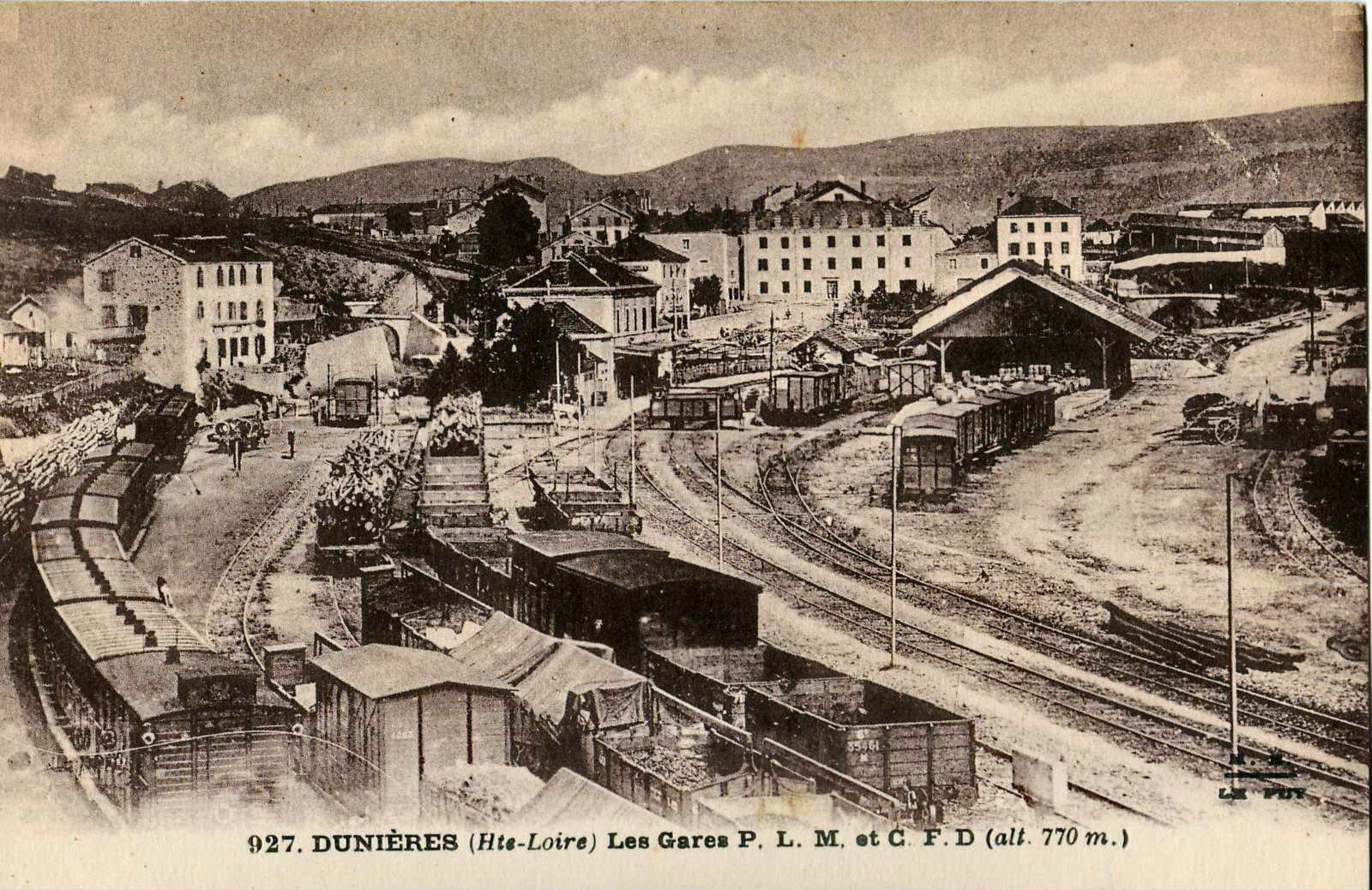
La gare d'échange de Dunières avec les CFD au début du XX

Le parcours est long de 84 km. Cette ligne comporte un tracé audacieux puisque après avoir remonté la vallée de la Semène puis celle de la Dunières, elle passait sous le col du Tracol grâce au tunnel du même nom et d'une longueur de 2 392 m, reliant ainsi Riotord à Saint-Sauveur-en-Rue. Pour rejoindre Annonay, la ligne empruntait une spirale au dessus de Bourg-Argental, lui permettant ainsi de perdre de l'altitude.
Après la gare de Vernosc-lès-Annonay, débutait une longue déclivité de 20 ‰ . La ligne passant à flanc de coteau, de nombreux ouvrages d’art avaient été construits : tunnel de Midon (782 m encadré de deux galeries paravalanche de 100 m chacune et percé d’une cheminée d’aération), pont à arche unique de 20 m sur le Thorrençon, tunnel de Thorrenc (262 m), un bel ouvrage ensuite : le viaduc de Thorrenc (long de 110 m avec 9 arches de 10 m) qui surplombe le château et le village du même nom, tunnel des Barges (181 m), pont de l’Ecoutay à arche unique de 20 m et des galeries paravalanches voûtées de 125 m et de 24 m avant d'arriver à Peyraud. La ligne franchit enfin le Rhône, son canal et gagne Saint-Rambert-d'Albon.

## Exploitation
La section de Firminy à Dunières a le statut de ligne non exploitée. Celle de Peyraud à Saint-Rambert, électrifiée, est très utilisée car elle permet de relier les 2 artères qui encadrent le Rhône entre Lyon et Marseille.

## État actuel
Depuis l'été 2011, la section comprise entre Dunières et St-Pal - St-Romain est utilisée par le "Vélorail du Velay" à l'aide de vélorail et de draisines.
La ligne est en partie aménagée en voie verte existante Via Fluvia ou en projet.